# 156 TCN
Năm 156 TCN là một năm trong lịch Julius. 